# Léo Drouyn

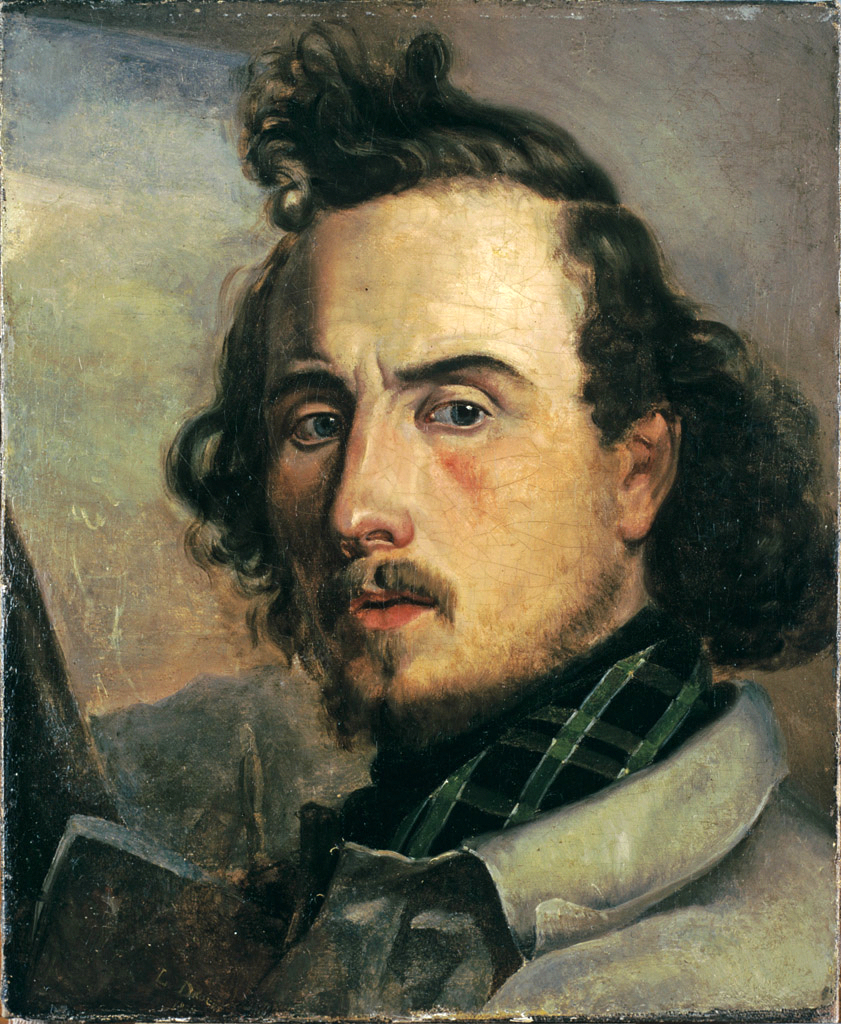
Selbstporträt 1839

François-Joseph Léo Drouyn (* 12. Juli 1816 in Izon; † 4. August 1896 in Bordeaux) war ein französischer Maler, Grafiker, Architekt und Archäologe. Er hielt 40 Jahre vor der Dokumentationsmöglichkeit der Fotografie in Form von Zeichnungen, Stichen usw. das kulturelle Erbe rund um die Gironde fest. Sein Werk umfasst mehr als 5000 Zeichnungen und 1500 Drucke. Er gehörte noch vor der Zeit des Néoromantisme zur Generation der romantischen Bewegung, die die Wiederentdeckung mittelalterlicher Werte honoriert und konserviert hat.

## Leben und Werk

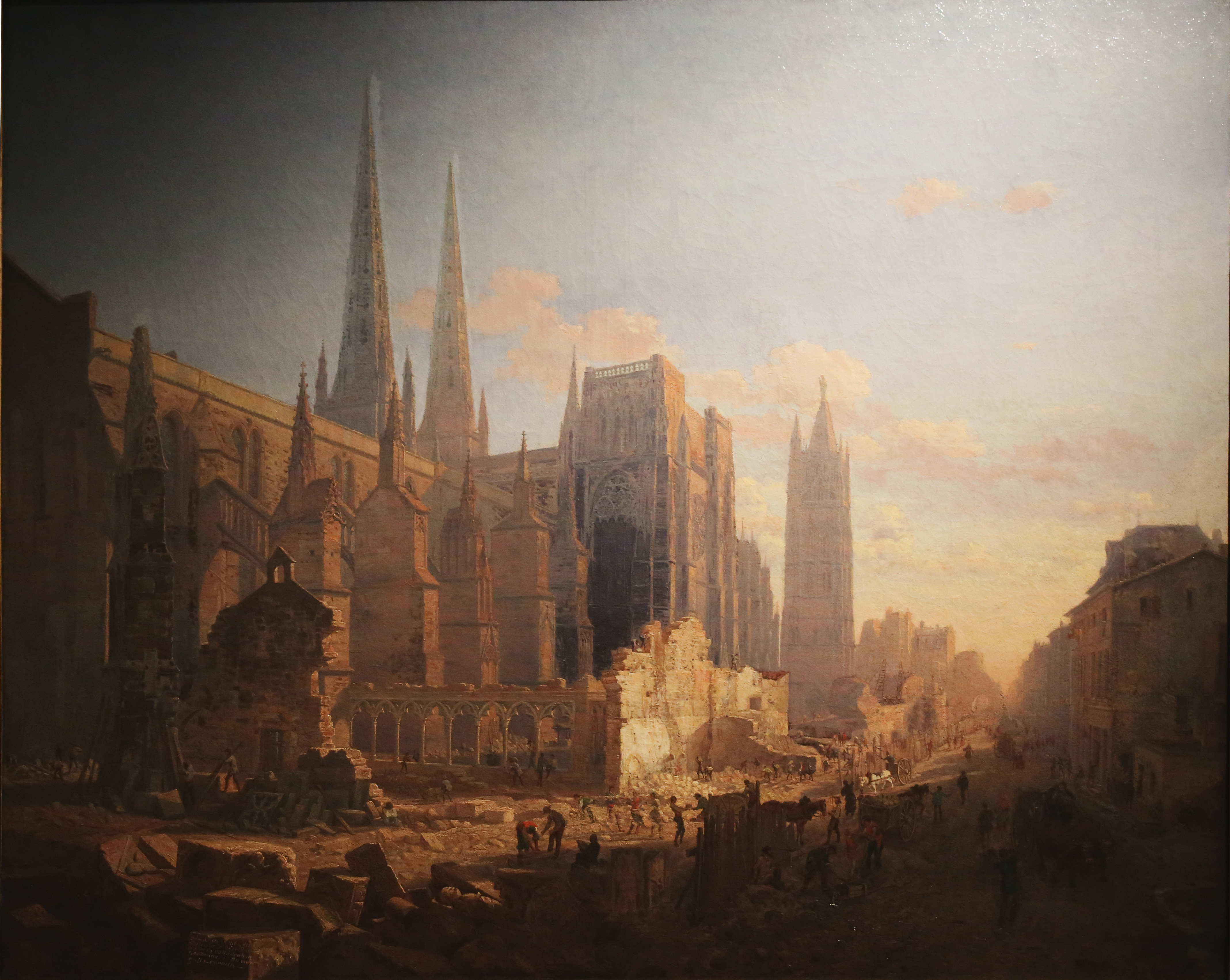
Kathedrale Saint André, Bordeaux, 1865
unten: Detail des Eingangsportals der Abtei Saint-Maurice de Blasimon, 1883

Léo Drouyn kam aus einer angesehenen Familie des Niederen Adels, sein Vater, Franz Joseph Drouyn (1775–1824), war Esquire, Kommandant der Marine und später Hafendirektor von Bordeaux. Er heiratete mit fast 40 Jahren im Februar 1815 Fanny Marie Bontemps Mensignac. Von den drei Kindern war Léo das älteste.
Der Sohn wurde auf das Collège Royal in Nancy (heute: Lycée Henri-Poincaré) geschickt, wo er erste Erfahrungen mit dem Zeichnen nach der Natur und von Porträts machte.: S. 42 Der Wunsch der Familie, er solle Jura zu studieren, zerschlug sich. Stattdessen ging er, allerdings ohne persönlichen Nutzen, einige Zeit zu einem Händler in die Lehre. Dort erwachte seine Berufung zum Künstler. Zunächst lernte er in Bordeaux bei Jean-Paul Alaux dit Gentil, doch schon bald konnte dieser ihn nichts mehr lehren. Ende August 1838 heiratete er Anne Marie Montalier (1813–1895). 1840 ging Drouyn zu bedeutenden Malern nach Paris, um in Privatstunden seine künstlerischen Fähigkeiten zu verbessern. Drei Jahre lang lernte und arbeitete er in den Werkstätten von Paul Delaroche (Zeichnen), Jules Coignet (Malen) und Louis Marvy (Radierung), um dann nach Bordeaux zurückzukehren. Ab 1843 begann er, in seiner Heimat Fuß zu fassen und wandte sich der Archäologie zu. Er forschte und veröffentlichte über regionale Kleinode. Gleichzeitig fertigte er eine Serie von zehn Stichen mit zeitgenössischen Abbildungen der Forschungsorte an.
Aus der Ehe mit Anne Marie entstammte Léon Drouyn (1839–1918), der in die Familie Godart einheiratete und selbst später eine große Nachkommenschaft hatte.
Es begann eine sehr schaffensreiche Zeit im Leben Drouyns. Er trat in die Société française d'archéologie pour la conservation et la description des monuments (Archäologischen Gesellschaft zur Erhaltung und Beschreibung von Denkmälern) ein, veröffentlichte eine Typisierung bemerkenswertester Arten mittelalterlicher Architektur im Bereich des Départements Gironde, die von einer Sammlung von fünfzig Drucken und von historisch-beschreibenden Kommentaren von Léonce de Lamothe (1812–1874), Vorsitzender des Ausschusses für historische Denkmäler, begleitet wurde. 1846 begann Drouyn sein Périgord-Skizzenbuch für die Registrierung der Denkmäler dieser Region, das schließlich von Arcisse de Caumont veröffentlicht wurde. Die Revolution beendete seine Arbeit im Périgord jäh. Mit der Drucklegung von etwa 500 Zeichnungen aus seinem Album wurde seine Arbeit jener Zeit im Jahr 2001 erst sehr spät gewürdigt.
1850 wurde Drouyn Mitglied in der Académie des Sciences Belles Lettres et Arts in Bordeaux und Mitglied der archäologischen Gesellschaft. Er wandte sich jetzt wieder verstärkt dem Malen, Zeichnen und Aquarellieren zu, das er an der Malschule von Barbizon weiter verbessern konnte. In mehreren Ausstellungen war er mit einzelnen Werken vertreten, so beispielsweise im Jahr 1851 mit dem Gemälde Bords du Ciron.
Seine Alben von Zeichnungen, seine Notizen und Skizzen stellen heute eine unschätzbare Informationsquelle für die Kenntnis des französischen architektonischen Erbes dar, bevor große Restaurierungen begannen, wie beispielsweise von Eugène Viollet-le-Duc und anderen, die er strikt ablehnte. Sein umfangreiches Œuvre zwischen 1842 und 1849, insbesondere das der mittelalterlichen Architektur, ist vielleicht diesem Aktionismus anderer, führender Spezialisten der mittelalterlichen Architektur geschuldet. Drouyn schuf Radierungen zu den wichtigsten Sehenswürdigkeiten der Region (Kirchen, Schlösser, Klöster), um damit seine schriftlichen Ausführungen zu erläutern. Auch unterstützte er in der Dordogne die Arbeiten seines Freundes Alexis Vicomte de Gourgue (1801–1885), der wie er in gleicher Mission tätig war. Mit dem Auge eines Fotografen bildete er in ethnographischer Genauigkeit auch kleine Erbstücke wie alte Bauernhöfe in seinen Studien ab.
Seine Tätigkeiten für die Kunstgeschichte gingen weiter. 1853 wurde er zum Kurator des Museums für Antiquitäten in Bordeaux ernannt. Um 1860 gehörte er in der Société des antiquaires de France, der er ein Jahr zuvor beigetreten war, zusammen mit Charles des Moulins (1798–1875) und Victor Raulin (1815–1905) zu den führenden Köpfen, die die Organisation vorangebracht haben.: S. 173 1859 wurde er Leiter der Archives communales de la Gironde (bis 1871), 1860 wurde er Zeichenlehrer am Lycée von Bordeaux.: S. 181 In all den Jahren veröffentlichte er zudem regelmäßig auch in kleineren Blättern wie der Revue d’Aquitaine, Revue d’art chrétien oder der Revue catholique de Bordeaux. 1885 veröffentlichte er noch Skizzen über die Sitten von Künstlern und Wissenschaftlern des siebzehnten Jahrhunderts.: S. 49
Im Jahr 1870 wurde Drouyn zum Ritter der Ehrenlegion ernannt; in seinen letzten Lebensjahren hat er noch zahlreiche weitere Ehrungen erfahren. Er starb im Haus seiner Kinder in der Rue Des Fourniels, die heute seinen Namen trägt.

## Werke (Auswahl)
- Bordeaux vers 1450. Descreption topographique. Imprimerie G. Gounouilhou, Bordeaux 1874